# プリンスエドワードアイランド州首相
プリンスエドワードアイランド州首相（Premier of Prince Edward Island）は、カナダのプリンスエドワードアイランド州の州首相である。
以下の一覧では、イギリス植民地時代の首相についても列挙する。

## プリンスエドワードアイランド植民地首相 (1851年–1873年)
| 代 | 氏名(政党)                               | 任期                            |
| -- | ---------------------------------------- | ------------------------------- |
| 1  | ジョージ・コールズ（自由党）             | 1851年4月24日 - 1854年（1期目） |
| 2  | ジョン・ホール（保守党）                 | 1854年 - 1855年                 |
| -  | ジョージ・コールズ（自由党）             | 1855年 - 1859年（2期目）        |
| 3  | エドワード・パーマー（保守党）           | 1859年 - 1863年                 |
| 4  | ジョン・ハミルトン・グレイ（保守党）     | 1863年 - 1865年                 |
| 5  | ジェームズ・カレッジ・ポープ（保守党）   | 1865年 - 1867年（1期目）        |
| -  | ジョージ・コールズ（自由党）             | 1867年 - 1869年（3期目）        |
| 6  | ジョゼフ・ヘンズリー（自由党）           | 1869年                          |
| 7  | ロバート・ヘイソーン（自由党）           | 1869年 - 1870年（1期目）        |
| -  | ジェームズ・カレッジ・ポープ（連立政権） | 1870年 - 1872年（2期目）        |
| -  | ロバート・ヘイソーン（自由党）           | 1872年 - 1873年4月（2期目）     |

## プリンスエドワードアイランド州首相 (1873年以降)
| 代 | 氏名・政党                                       | 任期                                    |
| -- | ------------------------------------------------ | --------------------------------------- |
| 1  | ジェームズ・カレッジ・ポープ（保守党）           | 1873年4月 - 1873年9月                   |
| 2  | レミュエル・オウエン（保守党）                   | 1873年9月 - 1876年8月                   |
| 3  | ルイス・ヘンリー・デイヴィス（連立政権）         | 1876年8月 - 1879年4月25日               |
| 4  | ウィリアム・ウィルフレッド・サリヴァン（保守党） | 1879年4月25日 - 1889年11月              |
| 5  | ニール・マクラウド（保守党）                     | 1889年11月 - 1891年4月27日              |
| 6  | フレデリック・ピーターズ（自由党）               | 1891年4月27日 - 1897年10月              |
| 7  | アレグザンダー・ウォーバートン（自由党）         | 1897年10月 - 1898年8月                  |
| 8  | ドナルド・ファルクハーソン（自由党）             | 1898年8月 - 1901年12月29日              |
| 9  | アーサー・ピーターズ（自由党）                   | 1901年12月29日 - 1908年1月29日          |
| 10 | フランシス・ハザード（自由党）                   | 1908年2月1日 - 1911年5月16日            |
| 11 | ハーバート・ジェームズ・パーマー（自由党）       | 1911年5月16日 - 1911年12月2日           |
| 12 | ジョン・アレグザンダー・マシーソン（保守党）     | 1911年12月2日 - 1917年6月21日           |
| 13 | オービン・エドモンド・アーセノウ（保守党）       | 1917年6月21日 - 1919年9月9日            |
| 14 | ジョン・ホワット・ベル（自由党）                 | 1919年9月9日 - 1923年9月5日             |
| 15 | ジェームズ・デイヴィッド・ステュアート（保守党） | 1923年9月5日 - 1927年8月21日（1期目）   |
| 16 | アルバート・チャールズ・ソーンダーズ（自由党）   | 1927年8月21日 - 1930年5月20日           |
| 17 | ウォルター・マックスフィールド・リー（自由党）   | 1930年5月20日 - 1931年8月29日（2期目）  |
| -  | ジェームズ・デイヴィッド・ステュアート（保守党） | 1931年8月29日 - 1933年10月10日（2期目） |
| 18 | ウィリアム・マクミラン（保守党）                 | 1933年10月14日 - 1935年8月15日          |
| -  | ウォルター・マックスフィールド・リー（自由党）   | 1935年8月15日 - 1936年1月14日（2期目）  |
| 19 | セイン・キャンベル（自由党）                     | 1936年1月14日 - 1943年5月11日           |
| 20 | ジョン・ウォルター・ジョーンズ（自由党）         | 1943年5月11日 - 1953年5月25日           |
| 21 | アレグザンダー・ウォレス・マセソン（自由党）     | 1953年5月25日 - 1959年9月16日           |
| 22 | ウォルター・ラッセル・ショー（進歩保守党）       | 1959年9月16日 - 1966年7月28日           |
| 23 | アレックス・キャンベル（自由党）                 | 1966年7月28日 - 1978年9月18日           |
| 24 | ベネット・キャンベル（自由党）                   | 1978年9月18日 - 1979年5月3日            |
| 25 | アンガス・マクリーン（進歩保守党）               | 1979年5月3日 - 1981年11月17日           |
| 26 | ジェームス・リー（進歩保守党）                   | 1981年11月17日 - 1986年5月2日           |
| 27 | ジョー・ギズ（自由党）                           | 1986年5月2日 - 1993年1月25日            |
| 28 | キャサリン・コールベック（自由党）               | 1993年1月25日 - 1996年10月9日           |
| 29 | キース・ミリガン（自由党）                       | 1996年10月9日 - 1996年11月27日          |
| 30 | パット・ビンズ（進歩保守党）                     | 1996年11月27日 - 2007年6月12日          |
| 31 | ロバート・ギズ（自由党）                         | 2007年6月12日 - 2015年2月23日           |
| 32 | ウェイド・マクロクラン（自由党）                 | 2015年2月23日 - 2019年5月9日            |
| 33 | デニス・キング（進歩保守党）                     | 2019年5月9日 - 2025年2月21日            |
| 34 | ロブ・ランツ（進歩保守党）                       | 2025年2月21日 -                         |